# Mistrzostwa Polski w Judo 1978
22. edycja Mistrzostw Polski w judo odbyła się w roku 1978  w Krakowie. Rywalizowali tylko mężczyźni.

## Medaliści 22 mistrzostw Polski

### mężczyźni
| Konkurencja: | Złoto:                        | Srebro:            | Brąz:                                             |
| 60 kg        | Marian Standowicz             | Henryk Zorychta    | Andrzej But Bogdan Nowak                          |
| 65 kg        | Edward Alkśnin                | Adam Bes           | Janusz Pawłowski Wybrzeże Gdańsk Andrzej Kruszena |
| 71 kg        | Marian Tałaj Gwardia Koszalin | Adam Sikora        | Zbigniew Tałaj Andrzej Czermak                    |
| 78 kg        | Adam Adamczyk Andrzej Sądej   | Mirosław Rybczonek | Jarosław Brawata Jan Kowalewski                   |
| 86 kg        | Wisław Chaberski              | Paweł Baranowski   | Bogusław Hanc Janusz Chlebowski                   |
| 95 kg        | Wojciech Dworczyński          | Waldemar Ogończyk  | Janusz Gałecki Wiesław Binek                      |
| +95 kg       | Dariusz Nowakowski            | Wojciech Reszko    | Marian Kolarczyk Waldemar Zausz                   |
| open         | Wojciech Dworczyński          | Wojciech Reszko    | Zbigniew Bielawski                                |